# Рейнольдс, Мэтт
Мэттью Уильям Рейнольдс (англ. Matthew William Reynolds, 3 декабря 1990, Талса) — американский бейсболист, инфилдер клуба МЛБ «Вашингтон Нэшионалс».

## Карьера
Во время учёбы в школе Рейнольдс кроме бейсбола также играл в баскетбол на позиции разыгрывающего. Интерес к нему проявляли университеты штата Айова, Фурмана и Батлера. Мэтт предпочёл Университет штата Арканзас и с 2010 по 2012 года играл в бейсбол в чемпионате NCAA. В 2012 году во втором раунде драфта Рейнольдс был выбран клубом «Нью-Йорк Метс».
Подписав контракт, Мэтт дебютировал в профессиональном бейсболе в команде «Саванна Сэнд Натс». Сезон 2013 года в «Сент-Луси Метс» сложился для Рейнольдса неудачно, несмотря на 117 проведённых матчей. 2014 год он начал в Бингемтон Метс, но в июне его перевели в AAA-лигу в «Лас-Вегас Фифти Уанс». Удачная игра в атаке (показатель отбивания 34,0 %) сделала его одним из претендентов на включение в расширенный состав клуба МЛБ.
Весной 2015 года Мэтт получил приглашение на весенние подготовительные сборы команды, после которых вновь отправился в состав «Лас-Вегаса». В октябре он получил вызов в основной состав после травмы Рубена Техады, став вторым игроком современной эры бейсбола, включённым в заявку на плей-офф, не имея при этом опыта игры в МЛБ. На поле в играх плей-офф Рейнольдс не выходил и перед стартом Мировой серии был заменён на ветерана Хуана Урибе.
Сезон 2016 года Мэтт начал в «Фифти Уанс», проведя за команду 33 игры. В мае он был переведён в основной состав и дебютировал в игре МЛБ. После восьми проведённых за «Метс» игр, 29 мая Рейнольдс снова был отправлен в фарм-клуб. В 2017 году Мэтт провёл за Метс 68 игр, сыграв на всех базах, шортстопом и по краям аутфилда. После окончания сезона и приобретения клубом Тодда Фрейзера он был выставлен на драфт отказов. В феврале 2018 года Рейнольдс подписал контракт младшей лиги с «Вашингтоном» и был включён в расширенный состав клуба вместо дисквалифицированного за употребление болденона Рауди Рида. 7 апреля 2018 года Рейнольдс был вызван в основной состав команды.